# Bezděkovský dub
Bezděkovský dub je památný strom – dub letní (Quercus robur L.) rostoucí v obci Bezděkov nad Metují v okrese Náchod v Královéhradeckém kraji u domu čp. 57. Vyhlášen byl v roce 1995 pro svůj vzrůst a věk.

## Historie
V roce 1996 byl odborně proveden redukční řez v koruně a byl staticky zajištěn vázáním FLORAPAS. Dutina po odlomení kosterní větve, kterou následně infikoval ohňovec statný, byla zakonzervována a chemicky ošetřena, aby se zamezilo dalšímu šíření houby.
- číslo seznamu 605040.1/1
- obvod kmene 420 cm (2007)
- výška 22 m (2007)
- věk 170 let